# 付家门遗址
付家门遗址，位于中国甘肃省武山县，为一个省级文物保护单位，类型为古遗址。
付家门遗址的历史年代为新石器时代至青铜时代。